# Donald Hudson
Donald Hudson (ur. 21 grudnia 1895, zm. 11 czerwca 1967) – amerykański as myśliwski z czasów I wojny światowej. Osiągnął 6 zwycięstw powietrznych. 

## Życiorys
Urodził się w Topeka, Kansas. Po deklaracji wojny ze strony Stanów Zjednoczonych zaciągnął się do wojska w 1917 roku.
24 listopada 1917 został przydzielony do jednostki myśliwskiej 27 Aero. Na początku roku 1918 razem z jednostka został przetransportowany do na terytorium Francji, gdzie rozpoczął drugi etap szkolenia pilotażu myśliwskiego. Latał razem z jednym z największych asów lotnictwa amerykańskiego Franka Lukego. Pierwsze zwycięstwo odniósł nad  dwoma samolotami niemieckimi Fokker D.VII, 2 lipca 1918 roku. 
Dnia pierwszego sierpnia 1918 roku Donald Hudson uczestniczył w zestrzeleniu 3 samolotów wroga, jednego Fokkera D.VII i Rumplera C  w okolicach Fère-en-Tardenois, oraz samodzielnie Rumplera C w okolicy Saponay. Za ten wyczyn został odznaczony Krzyżem za Wybitną Służbę. 
W 1919 roku Donald Hudson przeniósł się do Ameryki Południowej, gdzie pracował jako instruktor lotniczy dla Bolivian Air Force. Był także pierwszym pilotem, który przeleciał samolotem nad Andami i zarazem pierwszym pilotem. 
Zmarł 11 czerwca 1967 roku w Kimbrough Army Hospital w Fort Meade, Maryland w wyniku wylewu. 

## Odznaczenia
- Krzyż za Wybitną Służbę